# 朴徽淳
朴徽淳（1977年7月10日—），韓國男演員、搞笑藝人。

## 演出作品

### 電視劇
- 2006年：SBS《無敵情報員》
- 2006年：MBC Dramanet《比利金看看我》
- 2007年：MBC《瑪莉大九攻防戰》
- 2007年：SBS《追趕江南媽媽》
- 2007年：KBS《詐騙信用調查所》
- 2009年：MBC《向大地頭球》飾演 精神病大叔
- 2010年：KBS《學習之神》飾演 體育老師
- 2010年：MBC《全部我的愛》飾演 要割雙眼皮的男人
- 2011年：KBS《Dream High》飾演 玄時赫考律師證的前輩
- 2011年：MBC《最佳愛情》飾演 節目主持人
- 2012年：SBS《蠑螈道士和影子操作團》飾演 占卜師
- 2012年：SBS《信義》飾演 柳恩秀第二任男友（客串）
- 2013年：tvN《沒禮貌的英愛小姐12》
- 2013年：tvN《馬鈴薯星2013QR3》飾演 朴徽淳
- 2013年：SBS《結婚三次的女人》飾演 脫口秀主持人（客串）
- 2014年：SBS《你們被包圍了》（客串）
- 2016年：MBC《再一次 Happy Ending》飾演 東美的學校同事
- 2023年：SBS《花書生熱愛史》飾演 邕生員（特別出演）

### 電影
- 2001年：《禮物》
- 2004年：《DMZ非武裝地帶》
- 2006年：《孔畢斗》
- 2006年：《街頭劇場》
- 2006年：《醜女大翻身》
- 2007年：《冠軍的怪樣》
- 2007年：《荒誕的自殺騷動》
- 2008年：《武林女大學生》
- 2008年：《那個男人的書，198頁》
- 2009年：《清潭菩薩》
- 2013年：《偉大的隱藏者》

### MV
- 2010年：輝星《心痛的故事》
- 2011年：林貞熙（Feat.4Minute泫雅）《Golden Lady》（與G.NA合演）
- 2016年：Unnies《Shut Up》

## 綜藝節目
- 2008年：MBC《我們結婚了》
- 2010年：SBS《強心臟》
- 2010-2011年：MBC《熱血兄弟》
- 2014年：《叢林的法則》
- 2016年：KBS 《姐姐們的Slam Dunk》

## 獲獎
- 2005年：KBS演藝大賞－喜劇部門 男新人獎

## 腳註
1. ↑  韓笑星“搞笑”投票認證照 （页面存档备份，存于） 朝鮮日報中文網

## 外部連結
- NAVER （页面存档备份，存于）